# 1825
Het jaar 1825 is het 25e jaar in de 19e eeuw volgens de christelijke jaartelling.

## Gebeurtenissen
februari
- 3 - 5 - De provincies Groningen, Friesland en Overijssel worden getroffen door ernstige dijkdoorbraken en overstromingen waardoor meer dan 800 mensen het leven laten.
- 4 - De Zuiderzeedijk breekt bij Durgerdam, waardoor Waterland onder water komt te staan.
- 10 - In Londen wordt een brief van Gideon Mantell voorgedragen aan de  Royal Society, waarin Iguanodon wordt benoemd.
- 11 - Het regerende huis van het hertogdom Saksen-Gotha-Altenburg sterft uit. De hertogen van Saksen-Coburg-Saalfeld, Saksen-Meiningen en Saksen-Hildburghausen maken aanspraak op de successie.
- 17 - De Nederlandse regering benoemt een commissie om de hulpgelden voor het watersnoodgebied te besteden.

april
- 7 - Bij de scheepswerf Hollandia op Kattenburg (Amsterdam) wordt het eerste Nederlandse stoom-vrachtschip, de Prinses Marianne te water gelaten.
- 9 - Bij Sint Philipsland op Tholen stranden zo'n veertig grienden. Er ontstaat een jacht op de dieren, die op één na alle worden gedood.

juni
- 1 - Nederland draagt zijn handelsposten op de Coromandelkust en in Malakka over aan Groot-Brittannië, in ruil voor Bengkulu en andere Britse bezittingen op Sumatra.
- 8 - Verdrag te Berlijn tussen het groothertogdom Oldenburg en de graven Bentinck. De heerlijkheid Kniphausen wordt onder voorwaarden onderworpen aan Oldenburg. De rechten die de keizer van het Heilige Roomse Rijk vroeger uitoefende, worden overgenomen door de groothertog van Oldenburg.
- 14 - Koning Willem I raakt in conflict met de Rooms-Katholieke Kerk in de zuidelijke provincies. Hij laat tientallen kleinseminaries sluiten en sticht in plaats daarvan het Collegium Philosophicum te Leuven. Ook bemoeit hij zich met bisschopsbenoemingen.

juli
- 20 - Onder leiding van de pangeran Diponegoro breekt er in Djokjakarta de Java-oorlog uit, die tot 1830 zal duren. Er wordt een guerrillaleger gevormd en Nederland wordt de jihad verklaard.

augustus
- 1 - Het stadsbestuur van Amsterdam sluit het Aalmoezeniersweeshuis (armenweeshuis) en stuurt de weeskinderen naar Veenhuizen.
- 6 - Bolivia roept de onafhankelijkheid uit.

september
- 27 - George Stephenson opent met zijn zelfontworpen stoomlocomotief de 42 kilometer lange Stockton & Darlington railway tussen County Durham en Darlington. Hij neemt voor het eerst passagiers mee en daarmee is dit de eerste passagierstrein.

oktober
- 9 - Het schip Restauration komt van Stavanger, Noorwegen aan in New York Harbor. Dit is de eerste georganiseerde emigratie vanuit Noorwegen naar de Verenigde Staten.
- 26 - Officiële opening van het Eriekanaal, dat in de staat New York het Eriemeer verbindt met de Hudsonrivier.

december
- 26 - (Gregoriaanse tijdrekening) In Sint Petersburg breekt de Dekabristenopstand uit, die nog dezelfde dag bloedig wordt neergeslagen.

zonder datum
- De Keulse Vaart, een sterk verbeterde waterverbinding van Amsterdam met de Lek, wordt in gebruik genomen.
- Generaal Jozef van Geen verovert Celebes.
- William Sturgeon maakt de eerste bruikbare elektromagneet die meer dan 20x zijn eigen gewicht kan optillen.

## Muziek
- 6 maart - Première van het strijkkwartet nr. 12 in E-groot, opus 127 van Ludwig van Beethoven.

## Beeldende kunst

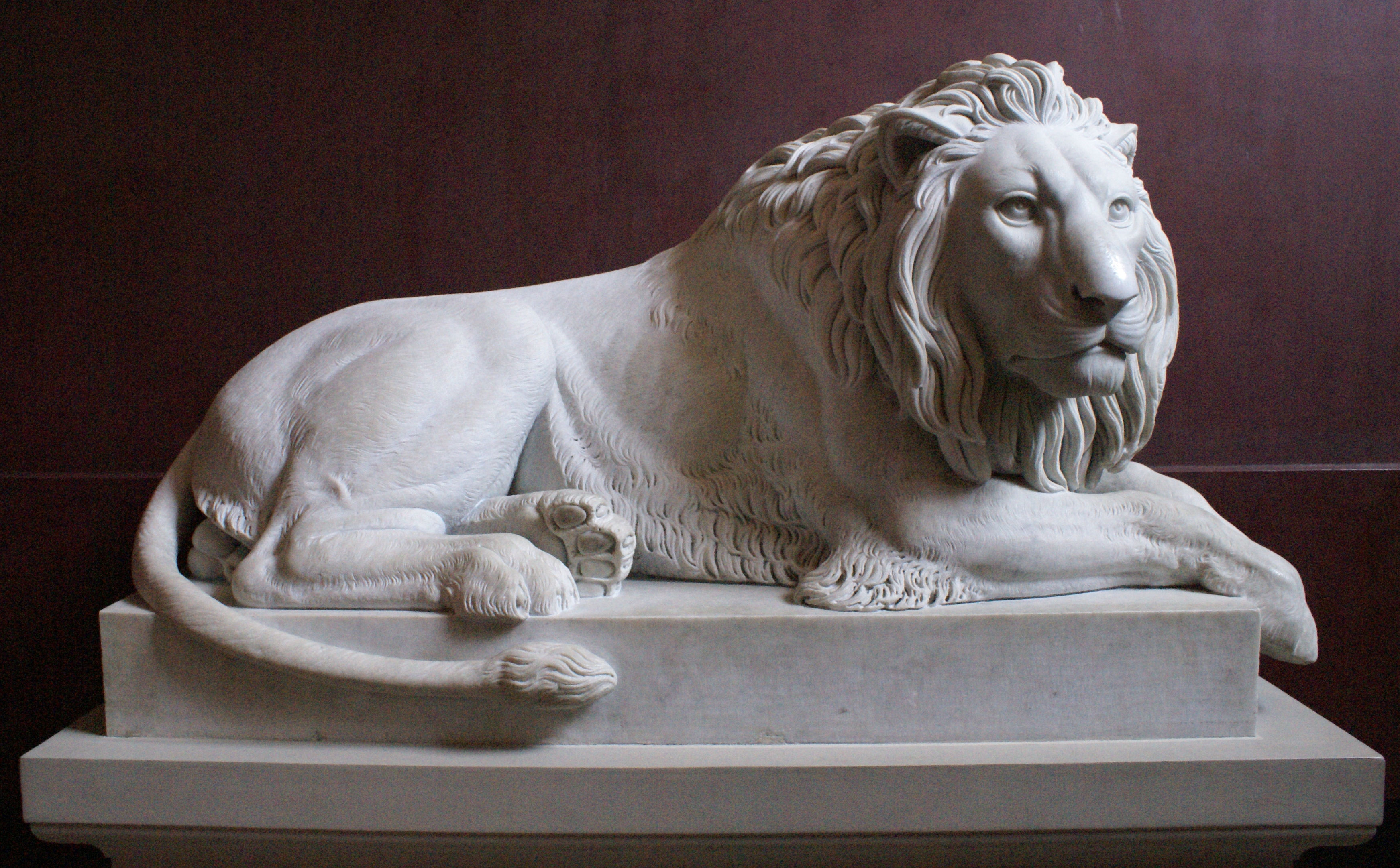
Liggende leeuw (1825) Bertel Thorvaldsen, Thorvaldsen-Museum, Kopenhagen

## Bouwkunst

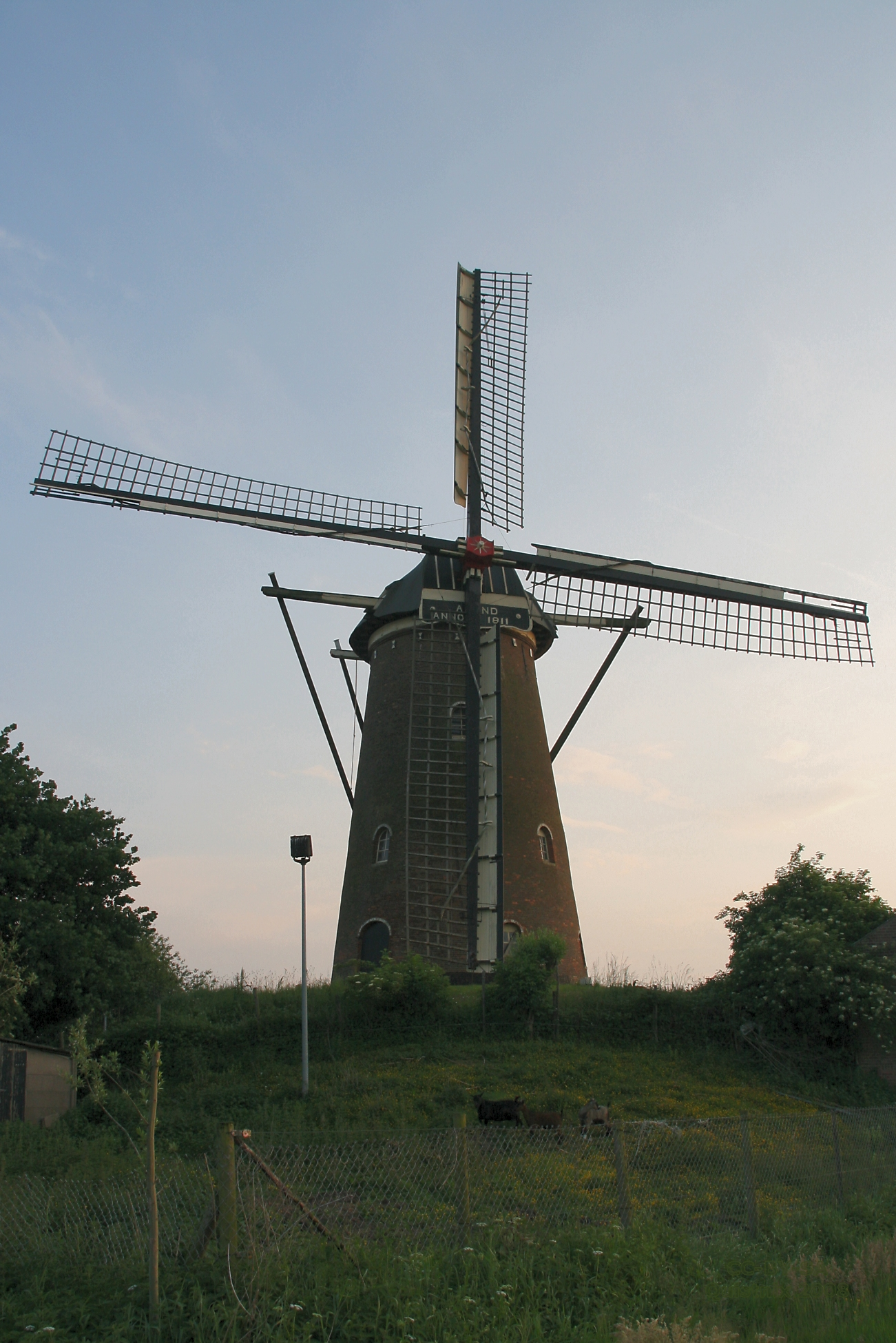
De Arend (Wouw) (1825)

## Geboren
februari
- 15 - Paulus Jan Bosch van Drakestein, commissaris van de Koning(in) van Noord-Brabant (overleden 1894)

mei
- 1 - George Inness, Amerikaans kunstschilder (overleden 1894)
- 4 - Thomas Huxley, Brits bioloog (overleden 1895)
- 6 - Albert Montens d'Oosterwijck, Vlaams politicus (overleden 1896)
- 9 - James Collinson, Engels kunstschilder (overleden 1881)
- 31 - Domenico Agostini, Patriarch van Venetië (overleden 1891)

juni
- 30 - Hervé, Frans operettecomponist, zanger, acteur en dirigent (overleden 1892)

september
- 9 - Dieudonné Dagnelies, Belgisch componist en dirigent (overleden 1894)
- 25 - Herman van Cappelle, Nederlands medicus (overleden 1890)

oktober
- 10 - Paul Kruger, leider van de Zuid-Afrikaanse Boeren en president van Transvaal (overleden 1904)
- 25 - Johann Strauss jr., Oostenrijks componist (overleden 1899)
- 26 - Alexander Munro, Brits beeldhouwer (overleden 1871)

november
- 6 - Charles Garnier, Frans architect (overleden 1898)

december
- 7 - Cornelis Antonie Jan Abraham Oudemans, Nederlands medicus (overleden 1906)
- 17 - Thomas Woolner, Engels beeldhouwer en dichter (overleden 1892)

datum onbekend
- Theodoor Janssens, Belgisch parlementslid (overleden 1889)

## Overleden
januari

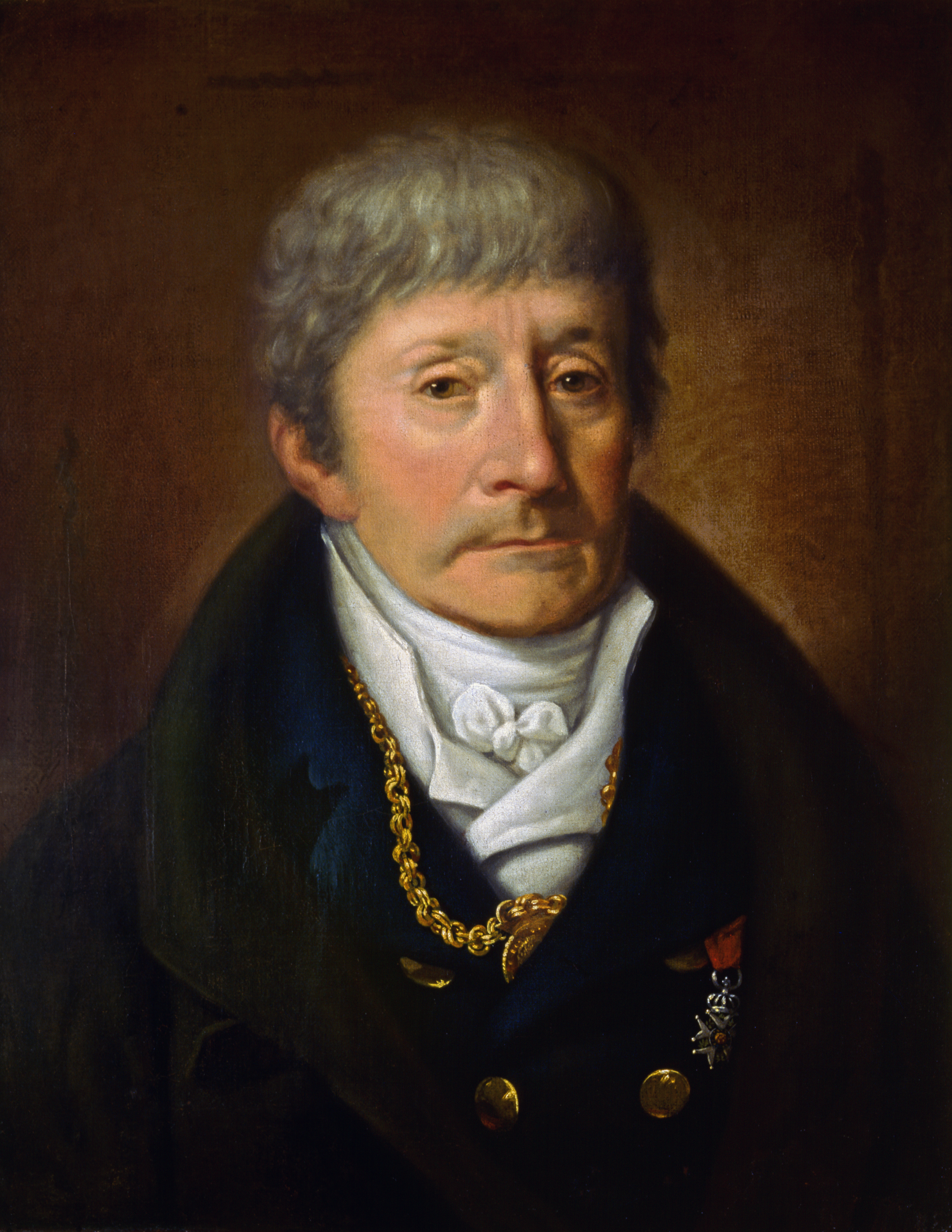
Antonio Salieri

- 22 - Cornelius Devynck (55), Belgisch politicus

februari
- 15 - Rutger Jan Schimmelpenninck (63), Nederlands jurist, ambassadeur en politicus (raadpensionaris)

maart
- 4 - Raphaelle Peale (51), Amerikaans kunstschilder
- 29 - Roberto Cofresí (33), Puerto Ricaans piraat (geëxecuteerd)

mei
- 7 - Antonio Salieri (74), Italiaans componist en dirigent

juni
- 9 - Pauline Bonaparte (44), hertogin van Parma en Guastalla

oktober
- 10 - Dmytro Bortnjansky (~73), Russisch componist

december
- 1 - Alexander I van Rusland (47), tsaar van Rusland
- 29 - Jacques-Louis David (77), Frans schilder
- 29 - Giuseppe Maria Gioacchino Cambini (79), Italiaans componist en dirigent